# Rybiec
Rybiec – przepływowe jezioro wytopiskowe, położone na Wysoczyźnie Polanowskiej, na południowym skraju obszaru leśnego Parku Krajobrazowego Doliny Słupi, w gminie Dębnica Kaszubska, powiat słupski, województwo pomorskie, na obrzeżach wsi Podwilczyn.
Powierzchnia całkowita: 14,2 ha.